# 海賊伯
『海賊伯』（かいぞくはく）は、ゆづか正成による日本の漫画作品。『月刊コミックジーン』（メディアファクトリー）で、2011年7月号から2012年5月号まで連載された。単行本は全2巻。

## あらすじ
16世紀、大航海時代。海の向こうの新天地に憧れる少年・アルバート・ドレイク（通称：アル）は、イングランド女王・エリザベス1世に伯爵位を賜り、イングランド全海域を領土とした。これを機に、アルは誰も見たことのない新天地を目指して、仲間と共に冒険を繰り広げる。

## 登場人物
アルバート・ドレイク
本作の主人公。通称：アル（伯爵位を賜ってからは、「海賊伯」と呼ばれている）。海と自由を愛する少年。海の向こうの新天地に憧れている。エリザベス女王から英国伯爵位を賜り、新天地へ旅に出る。上半身に不思議なアザがある。自身の過去には謎が多い。
リーザ
アルがイングランドの港町で出会った謎の美女。但し、若干年増で年齢のことを触れられると、激怒する。只ならぬ雰囲気を持つが、その正体はイングランド女王・エリザベス1世。
フレデリック・ウェルカイン
英国伯爵。美形で剣術に長ける。女王の命令でアルを追ううちに、いつの間にか彼の旅に同行する破目になる。海が苦手で、船酔いしやすく、カナヅチ。アルと同様に不思議なアザがあり、草花を瞬時に成長させる力を持つ。
フランシス・ドレイク
アルの父親。元は海賊だったが、マゼランに次いで世界周航を成し遂げ、イングランドの財政を立て直し、貴族に成り上がった。
レナード・カステリット
ポルトガルの商人。若いが非常に有能。美しいものを好み、男性でありながら女性用の装飾品なども身に着けている。足にアザがある。
メフライル
オスマン帝国の王子。現スルタンであるムラト3世の異母兄弟で、王位継承権争いを避けるためにアレクサンドリアに幽閉されている。4人の妻と多数の蔵書を持つ。左目の付近にアザがある。
エミーネ
メフライルの第一夫人。素性を隠してアルに接触し、メフライルに引き合わせる。
セシル
アルの船・アルビオン号で副長を務める船員。海の苦手なフレデリックに船上での心得を説く。
アーサー
アルが手懐ける巨大なエイ。

## 既刊一覧
- ゆづか正成 『海賊伯』 メディアファクトリー 〈MFコミックス ジーンシリーズ〉、全2巻
  1. 2011年12月27日発売[1]、ISBN 978-4-8401-4089-8
  2. 2012年5月26日発売[2]、ISBN 978-4-8401-4477-3